# Венедикт Ежовски
Венедикт (на гръцки: Άγιος Βενέδικτος) е гръцки светец, мъченик от времето на Гръцката война за независимост.

## Биография
Венедикт е роден в сярското село Ежово или в Омур бей, тогава в Османската империя, днес в Гърция, между които е имало метох на светогорския манастир Констамонит. Като млад заминава с баща си за Света гора, където баща му става монах в Констамонит, а Венедикт заминава да учи в Полигирос. Когато завършва обучението си, става монах в Констамонит. Когато вече е доста възрастен е ръкоположен за свещеник. В 1821 година е изпратен по работа в метоха на Констамонит, който е край Каламария. При избухването на Гръцката революция е заловен с други монаси от околностите на Солун и откаран в града. На 12 юни монасите, заедно с много първенци от околните села са обезглавени. Обявен е за светец. Паметта на Свети Венедикт се празнува в Македония - особено в Солун и Сяр – на 12 юни.